# Лазарев, Владимир Петрович
Владимир Петрович Лазарев (5 (17) февраля 1865 — 19 июня (2 июля) 1916) — генерал-лейтенант Генерального штаба, участник Первой мировой войны.

## Биография
Окончил Владимирский Киевский кадетский корпус (1883). В службу вступил 1 сентября 1883. Окончил Николаевское кавалерийское училище по 1-му разряду, выпущен 7.08.1885 корнетом гвардии в Кирасирский Её Величества лейб-гвардии полк. Поручик гвардии (7.08.1889). В 1892 году окончил Николаевскую академию Генерального штаба по 1-му разряду. Причислен к Генеральному штабу. Штабс-ротмистр гвардии (6.05.1892), отбывал лагерный сбор при Виленском ВО. 26.11.1892 переименован в капитана Генерального штаба (старшинство 6.05.1892).
26 ноября 1892 назначен обер-офицером для поручений при штабе 18-го армейского корпуса, цензовое командование эскадроном отбывал в 12-м драгунском Мариупольском полку (9.10.1894—14.10.1895). 18 декабря 1895 назначен старшим адъютантом штаба 18-го армейского корпуса, 12 февраля 1897 старшим адъютантом штаба Виленского военного округа. Подполковник (6.12.1897). 8 января 1900 переведен в военную разведку, на должность младшего делопроизводителя канцелярии Военно-ученого комитета Главного штаба, 18 августа 1900 стал делопроизводителем генерал-квартирмейстерской части Главного штаба. 31 января 1901 назначен младшим делопроизводителем канцелярии Военно-ученого комитета Главного штаба, а 9 марта 1901 военным агентом в Париже. 6 декабря 1901 произведен в полковники (за отличие).
Одновременно с 1 мая по 1 сентября 1906 был прикомандирован к лейб-гвардии Кирасирскому Ее Величества полку для ознакомления с общими требованиями управления и ведения хозяйства. 15 мая 1908 отозван из Парижа и назначен командиром 13-го гусарского Нарвского полка. 14 апреля 1913 за отличие по службе произведен в генерал-майоры. 3 июня 1914 стал начальником штаба 7-го армейского корпуса.
Умер от болезни на Юго-Западном фронте 19 июня 1916. Исключен из списков умершим 12.07.1916. Посмертно 19 ноября 1916 произведен в генерал-лейтенанты.
Несколько иначе пишет о его смерти в своих мемуарах генерал Э. В. Экк:

...весь корпус скорбел о тяжелом заболевании всеми любимого и уважаемого начальника штаба Владимира Петровича Лазарева. Он работал до конца, не покладая рук, пока не свалился совсем. Пришлось его эвакуировать. Несмотря на то, что его на руках вынесли в сани, он при проезде через д. Колодно посетил стоявшие там два госпиталя и прислал подробный отчет об их состоянии и нуждах.
Недуг его не поддался лечению, и в феврале 1916 Владимир Петрович скончался, но я успел еще перед его кончиной поздравить с производством «за боевые отличия» в генерал-лейтенанты.— Э. В. Экк. От Русско-турецкой до Мировой войны: Воспоминания о службе. 1868–1918. М.: Кучково поле, 2018. — ISBN 978-5-9950-0546-9
Был женат, имел двоих детей.

## Награды
- Орден Святого Станислава 3-й степени (1894)
- Орден Святой Анны 3-й степени (1897)
- Орден Святого Станислава 2-й степени (1901)
- Орден Святой Анны 2-й степени (1901)
- Орден Святого Владимира 4-й ст. (1904)
- Орден Святого Владимира 3-й ст. (1906)
- Георгиевское оружие (11.10.1914)
- Орден Святого Станислава 1-й степени с мечами (19.11.1914)
- Орден Святой Анны 1-й степени с мечами (3.03.1915)
- Орден Святого Владимира 2-й ст. с мечами (1.05.1915)

Иностранные
- Офицер ордена Почетного легиона (1900)